# Marvel’s Blade
короче, там чета пау пау было, кто-то умер, но главное, что один из разработчиков является студия, которая выпустила ЛЕГЕНДАРНЫЙ ДИЗОНОРД. вот и все, игра на самом деле гавно, ну я и не играл,но думаю она гавно, играйте в анчартед, вам больше понравится чем вот эта хуета